# Харкі Фархад Ібрагімович
Фархад Ібрагімович Харкі (нар. 20 квітня 1991) — казахський важкоатлет, бронзовий призер Олімпійських ігор 2016 року.

## Кар'єра
У 2013 році був дискаваліфікований на два роки через позитивну допінг-пробу на метанолон.

## Результати
| Рік              | Місце                    | Вага             | Ривок            | Ривок            | Ривок            | Ривок            | Поштовх          | Поштовх          | Поштовх          | Поштовх          | Загалом          | Місце            |
| Рік              | Місце                    | Вага             | 1                | 2                | 3                | Місце            | 1                | 2                | 3                | Місце            | Загалом          | Місце            |
| Олімпійські ігри | Олімпійські ігри         | Олімпійські ігри | Олімпійські ігри | Олімпійські ігри | Олімпійські ігри | Олімпійські ігри | Олімпійські ігри | Олімпійські ігри | Олімпійські ігри | Олімпійські ігри | Олімпійські ігри | Олімпійські ігри |
| ---------------- | ------------------------ | ---------------- | ---------------- | ---------------- | ---------------- | ---------------- | ---------------- | ---------------- | ---------------- | ---------------- | ---------------- | ---------------- |
| 2016             | Ріо-де-Жанейро, Бразилія | 62 кг            | 135              | 140              | 140              | 3                | 170              | 177              | 177              | 2                | 305              | 3                |
| Чемпіонат світу  |                          |                  |                  |                  |                  |                  |                  |                  |                  |                  |                  |                  |
| 2015             | Х'юстон, США             | 69 кг            | 130              | 135              | 138              | 22               | 170              | 170              | 175              | 11               | 313              | 13               |